# Johanna Emmanuella van Castilië
Johanna Emmanuella van Castilië (1339 - 27 maart 1381) was koningin van Castilië van 1369 tot 1379.

## Afkomst
Johanna Emmanuella van Castilië, in het Spaans Juana Manuela de Castilla was een dochter van Juan Manuel van Peñafiel en van Blanca Núñez de Lara de la Cerda. Haar vader was een kleinzoon van Ferdinand III van Castilië en haar moeder een afstammelinge van Ferdinand de la Cerda.

## Leven
Zij droeg de titel van Dame van Escalon, Villena, Peñafiel en Lara, en die van senora soberana van Biskaje. Johanna Emmanuella huwde in 1350 Hendrik, een onwettige zoon van Alfons XI van Castilië.
Nadat zijn vader stierf vond Hendrik dat hij recht had op de troon en trok daarom ten strijde tegen zijn halfbroer Peter. Het conflict liep in 1356 uit op een burgeroorlog. Hendrik vluchtte naar Frankrijk. Nadat hij troepen had verzameld viel hij in 1366 Castilië binnen. Uiteindelijk versloeg Hendrik zijn halfbroer Peter op 14 maart 1369 in de Slag bij Montiel. Op 23 maart vermoordde Hendrik zijn halfbroer eigenhandig om daarna zelf de troon te bestijgen. Daarmee werd Johanna koningin.
Het feit dat de familie van Johanna stierf zonder directe erfgenamen achter te laten, maakte dat Johanna zeer vermogend werd. Dit stelde haar man in staat om het geld voor de campagne tegen Peter bijeen te brengen en huurlingen te kunnen betalen.

## Nageslacht
- Johan I van Castilië (1358-1390).
- Eleonora van Castilië (1362-1416) later getrouwd met Karel III van Navarra
- Johanna van Castilië (1367-1374)